# Otto Rasch
Otto Emil Rasch (ur. 7 grudnia 1891 we Friedrichsruh, zm. 1 listopada 1948 w Wehrstedt) – niemiecki prawnik, funkcjonariusz SS w stopniu SS-Oberführera, członek NSDAP i kierownik struktur SiPo i SD, zbrodniarz wojenny, SS-Brigadeführer i dowódca Einsatzgruppe C. Odpowiedzialny m.in. za działania Einsatzgruppen podczas operacji „Barbarossa”, w tym za masowe zbrodnie na ludności żydowskiej na terenie Ukrainy. Dowodził m.in. atakiem grupy upozorowanych „polskich rebeliantów” na leśniczówkę w Pitschen (obecnie Byczyna) w przeddzień wybuchu II wojny światowej.

## Życiorys
Pochodził z Prus Wschodnich. Urodził się w Friedrichsruh (dziś to Aumühle) 7 grudnia 1891 roku. Podczas I wojny światowej służył w Cesarskiej Marynarce Wojennej Niemiec. 
Po zakończeniu służby wojskowej, w latach 1918–1923 studiował na kilku uniwersytetach i  ukończył dwa kierunki studiów doktoranckich. Uzyskał tytuły doktora z dziedziny prawa i stosunków politycznych. Następnie pracował w zawodzie prawniczym. 
W 1931 roku wstąpił do NSDAP, a dwa lata później do SS. Należał także do SD. 
Początkowo działał w administracji lokalnej – był burmistrzem Radeberga, a od 1936 roku także Wittenberga. W 1937 roku rozpoczął pracę w strukturach Sicherheitsdienst i objął kierownictwo Gestapo we Frankfurcie nad Menem, a następnie w Linz (Austria). W 1939 roku pełnił funkcje kierownicze w Sipo i SD kolejno w Kassel (luty–maj), Pradze (maj–czerwiec), ponownie w Linzu (czerwiec–październik), a następnie w Königsbergu, gdzie pozostał do listopada 1941 roku .
Po ataku III Rzeszy na Polskę w 1939 roku w randze SS-Oberfürera był dowódcą komanda policji bezpieczeństwa w ramach Einsatzgruppe zur besonderen Verwendung (grupy operacyjnej do zadań specjalnych), działającej na terenach Górnego Śląska, Małopolski i Podkarpacia.
Po ataku III Rzeszy na ZSRR od czerwca do października 1941 roku Rasch dowodził Einsatzgruppe C, mobilną jednostką SD, która została przydzielona do Grupy Armii „Południe” i działała na  terenie Ukrainie. Rasch był odpowiedzialny za masowe mordy na ukraińskich Żydach, Cyganach i innych przedstawicielach ludności cywilnej ZSRR. Pod jego nadzorem podległe mu oddziały przeprowadziły wielką masakrę kijowskich Żydów w Babim Jarze we wrześniu 1941 roku, w której zginęło 33 771 osób. Łącznie do 20 października 1941 roku Rascha Einsatzgruppe C zamordowała około 80 tysięcy ludzi.
Po zakończeniu działalności Einsatzgruppe Rasch objął stanowisko dowódcy Sipo i SD w dystrykcie kijowskim. W kwietniu 1942 roku zakończył karierę w aparacie bezpieczeństwa i przeszedł do sektora cywilnego i w latach 1942–1945 piastował stanowisko dyrektora przedsiębiorstwa naftowego Kontinentale Öl.
Po wojnie, w 1945 roku, Rasch został schwytany przez aliantów  i oskarżony o zbrodnie wojenne. Został postawiony przed amerykańskim trybunałem wojskowym w procesie Einsatzgruppen (jeden z procesów norymberskich). 5 lutego 1948 roku postępowanie wobec niego zostało umorzone z powodu choroby Parkinsona. Otto Rasch zmarł 1 listopada 1948 roku w Wehrstedt.